# 주은 (서초)
주은(周殷, ? ~ ?)은 초한전쟁기의 군인으로, 서초의 대사마였다.

## 행적
한왕 유방이 형양에서 서초패왕 항우의 공격으로 고전해 진평이 서초패왕과 신하 사이를 이간하려 할 때, 범증·용저·종리말과 함께 패왕이 믿고 의지하는 몇 안 되는 신하로 언급됐다.
한왕 6년(기원전 202년) 12월, 영포와 유고는 대사마 주은을 꾀어내었다. 주은은 초나라에 반기를 들고, 구강의 병력을 들어 한나라와 함께 초나라를 쳐 해하(垓下)에서 격파하였다(해하 전투).

## 출전
- 사마천, 《사기》 권91 경포열전